# ناحیه ریورساید (شهرستان آدامز، ایلینوی)
ناحیه ریورساید، شهرستان آدامز، ایلینوی (به انگلیسی: Riverside Township) یک منطقهٔ مسکونی در ایالات متحده آمریکا است که در شهرستان آدامز، ایلینوی واقع شده‌است. ناحیه ریورساید ۲٬۱۵۱ نفر جمعیت دارد و ۱۴۳ متر بالاتر از سطح دریا واقع شده‌است.